# Keturvalakiai
Keturvalakiai (polska: Kieturwłoki) är en mindre stad i Marijampolė län i sydvästra Litauen. Den ligger cirka 60 kilometer sydväst om Kaunas. Staden hade 341 invånare vid folkräkningen år 2021.